# Vegetazione

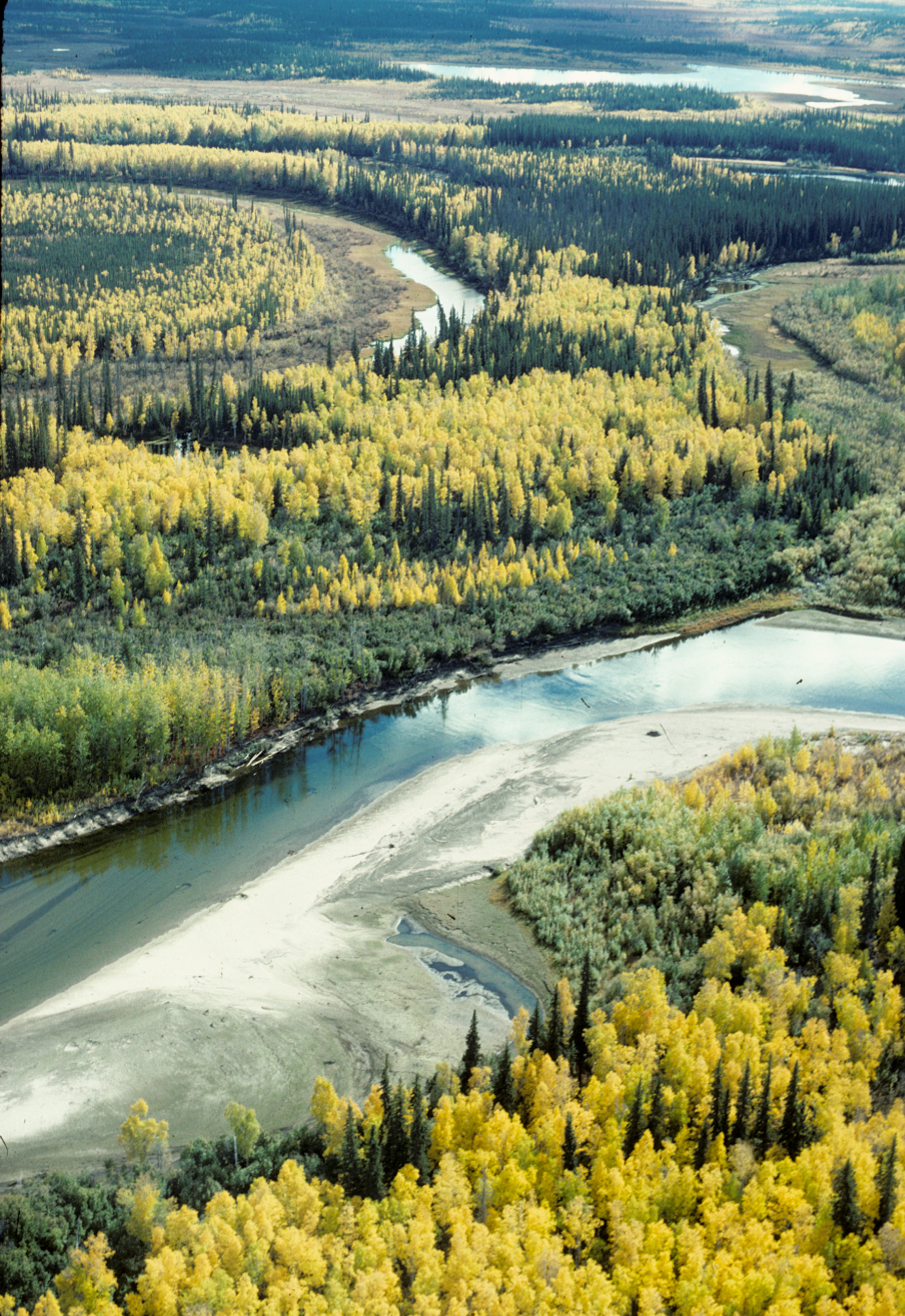
Veduta aerea della taiga in Alaska

Vegetazione è un termine generale che riguarda la vita vegetale di una regione, ed è, di gran lunga, il componente più abbondante della biosfera; fa riferimento alla copertura del suolo da parte di piante. In altre parole, la vegetazione è un insieme di piante o comunità vegetali che popolano un certo territorio. 
Accademicamente è stata definita come l'insieme di individui vegetali viventi o fossili, coerenti con il sito nel quale sono cresciuti e nella disposizione spaziale assunta spontaneamente. Le specie coltivate o piantate non costituiscono dunque vegetazione, in quanto non spontanee.
Può essere naturale (non influenzata dall'uomo), subnaturale (influenzata dall'uomo, ma che conserva la struttura del tipo di formazione vegetale da cui deriva), seminaturale (una specie spontanea dall'aspetto alterato, ad esempio un prato falciato) ed antropogena (specie presenti a causa dell'uomo, ad esempio le infestanti in un campo di cereali).

## Descrizione

### Importanza
Nella biosfera la vegetazione svolge molte funzioni fondamentali, a tutte le scale spaziali definibili.
- Regola il flusso di numerosi cicli biogeochimici (vedi biogeochimica), fra i più importanti dei quali il ciclo dell'acqua, del carbonio e dell'azoto; ha anche grande importanza nel bilancio energetico locale e generale.
- Ha una forte influenza sulle caratteristiche del suolo, compresi il suo volume, composizione chimica e struttura, con retroazione che agisce su varie caratteristiche della vegetazione stessa, comprese la produttività e la struttura.
- Svolge il ruolo di habitat per gli esseri viventi e di fonte energetica per l'intero, vasto insieme degli animali sul pianeta.
- Ha un'importanza critica per l'economia mondiale, particolarmente per quanto riguarda l'uso dei combustibili fossili come fonte energetica, ma anche per la produzione di alimenti, legno, combustibili e altri materiali.
- La funzione più importante, spesso sottovalutata, è di essere la fonte primaria di ossigeno nell'atmosfera, in quanto permette ai sistemi di metabolismo aerobio di adattarsi e di sopravvivere.
- È importante dal punto di vista psicologico per l'uomo, che si è evoluto a contatto diretto con essa, diventandone strettamente dipendente per il cibo e i medicinali.

### Classificazione

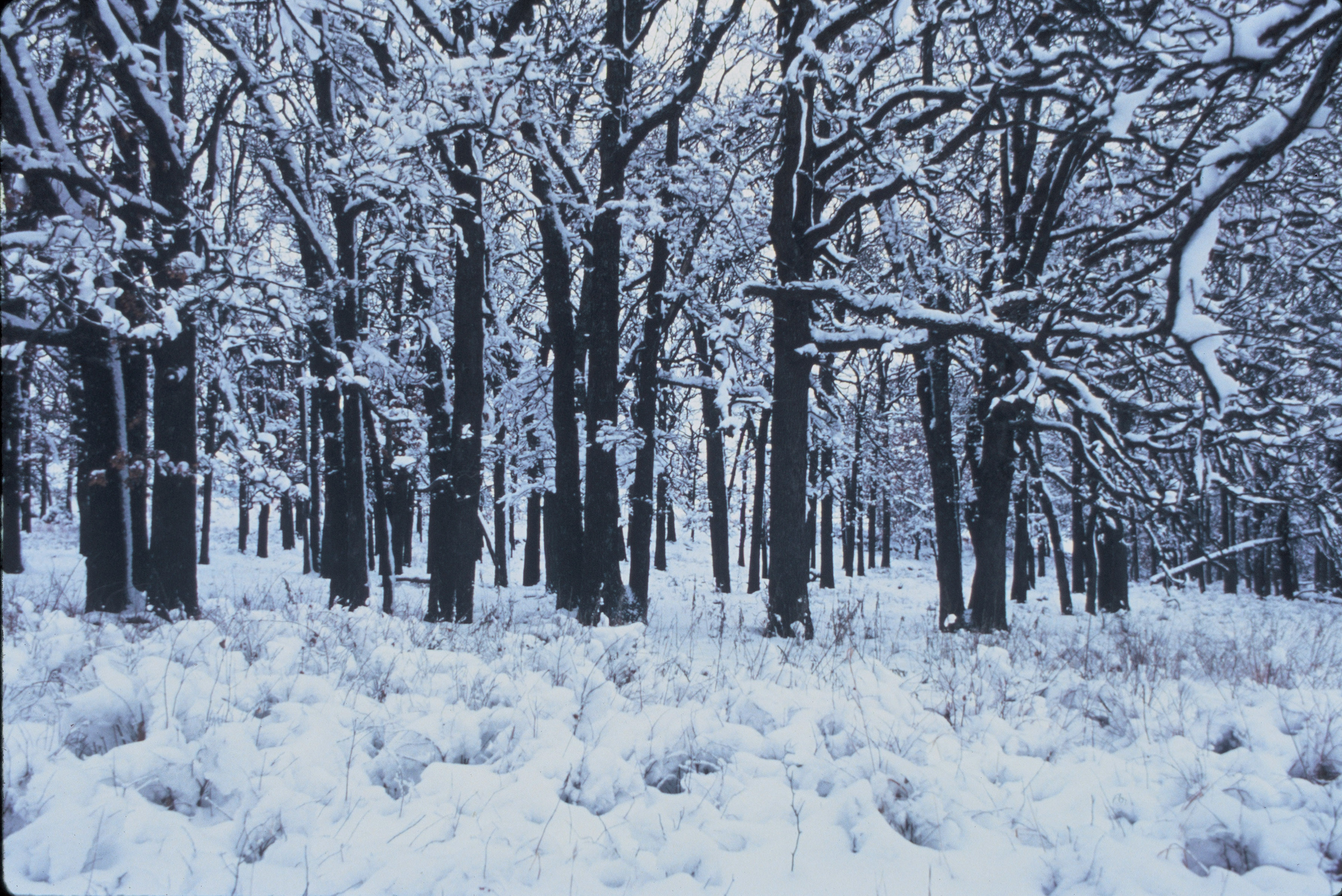
Una foresta temperata decidua durante la stagione di riposo

La gran parte del lavoro di classificazione della vegetazione si deve ad ecologi europei e nordamericani, che usano un approccio diverso, più puntuale in Europa, più generico in Nord America. Ciò può essere una conseguenza del fatto che in Europa la vegetazione è molto frammentata, mentre in Nord America si hanno vaste aree in apparenza uniformi. 
- In Europa la classificazione si basa perlopiù sul metodo fitosociologico, tenendo conto essenzialmente della composizione floristica delle fitocenosi rilevate in campo a livello topografico, mentre sono posti in risalto a posteriori gli aspetti strutturali delle diverse tipologie, sulla base dei dati raccolti per ciascun popolamento esaminato. Allo stesso modo se ne mettono in evidenza le differenze ecologiche, climatologiche, fenologiche, ecc. I tipi di fitocenosi sono detti syntaxa, e per ciascuno di essi sono indicate le specie caratteristiche o differenziali che li separano. La classificazione è di tipo gerarchico e sono previsti diversi livelli di approfondimento e generalizzazione: le associazioni sono le tipologie più precise e rappresentano fitocenosi di composizione floristica ed habitat molto simili, la classe è invece il livello più elevato (vedi "Fitosociologia").
- Anche in Nord America la vegetazione viene classificata secondo categorie gerarchiche, ma queste sono meno precise rispetto alle categorie della fitosociologia e si basano soprattutto su caratteri strutturali e funzionali, quali forme di crescita e fenologia, specie dominanti e caratteri esterni alla vegetazione, come il clima. Le categorie superiori sono simili a quelle che si usano in fitogeografia per descrivere la vegetazione della Terra, cioè le grandi formazioni vegetali del mondo. Nello standard corrente (Federal Geographic Data Committee statunitense), originalmente sviluppato dall'UNESCO e da The Nature Conservancy, la classificazione comprende criteri non floristici nei primi cinque livelli, più generali, e limitati criteri floristici nei due ultimi livelli, più analitici. Nello stesso standard FGDC i livelli gerarchici, dal più generale al più specifico, sono sistema, classe, sottoclasse, gruppo, formazione, alleanza e associazione. Il livello più basso, o associazione, è quindi definita con maggiore precisione e incorpora i nomi delle specie dominanti, da una a tre (generalmente due). Rispetto alla fitosociologia, dove si tiene conto di tutte le specie, la definizione rimane comunque molto generica. Un esempio di tipo di vegetazione definito al livello di classe potrebbe essere foresta, copertura arborea >60%; al livello di formazione potrebbe essere clima a precipitazioni invernali, a latifoglie, sclerofille, foresta chiusa; a livello di alleanza, foresta a "Arbutus menziesii"; e a livello di associazione, foresta "Arbutus menziesii-Lithocarpus densiflora". In pratica, sono maggiormente utilizzati i livelli di alleanza e di associazione, soprattutto nella cartografia della vegetazione. La nomenclatura binomiale latina è utilizzata solo per discutere particolari specie in tassonomia e nella comunicazione generale. Spesso gli autori americani non usano neppure questa, avvalendosi solo di nomi comuni.
- In base a dimensioni e aspetto, si suole distinguere in generale tra vegetazione prativa, arbustiva e arborea.

### Struttura

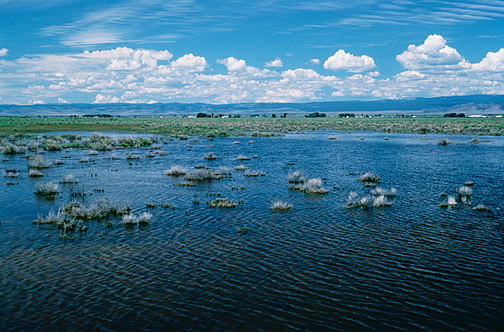
Vegetazione di area umida ad acqua dolce

Una caratteristica primaria della vegetazione è la sua struttura tridimensionale, talora citata come fisionomia, o come architettura. La maggior parte delle persone ha una chiara idea in merito: i termini come giungla, bosco, prateria o prato sono collegati a un'immagine mentale dell'aspetto di quel tipo di vegetazione. Così, i prati sono erbosi ed aperti, le foreste tropicali umide sono dense, alte ed oscure, e le savane sono un paesaggio erboso punteggiato di alberi.
Ovviamente, una foresta ha una struttura molto diversa da quella di un deserto o di un prato rasato. Gli ecologisti vegetazionali distinguono la struttura a livelli molto più dettagliati, ma il principio è lo stesso. Perciò vari tipi di foresta possono avere strutture molto diverse: le foreste tropicali umide differiscono molto dalle foreste di conifere boreali, ed entrambe dalle foreste temperate decidue. Le praterie primarie del Dakota del Sud, Arizona e Indiana sono visibilmente diverse una dall'altra, il deserto di bassa quota differisce da quello di alta quota, e così via.
La struttura è determinata dagli effetti combinati di fattori ambientali e storici, nonché dalla composizione in specie. È caratterizzata innanzitutto dalla distribuzione orizzontale e verticale della biomassa vegetale, in particolare dalla biomassa del fogliame. La distribuzione orizzontale si riferisce alla disposizione spaziale dei fusti delle piante sul suolo: possono essere situate in modo molto regolare, come in una piantagione, o irregolare, come in molte foreste su terreno roccioso e montagnoso, dove si alternano aree a bassa e alta densità in base alla conformazione del suolo e a variabili climatiche. Si riconoscono tre ampie categorie di distribuzione spaziale: uniforme, casuale e a gruppi, a seconda della variabilità della distanza fra punti casuali dell'area e la pianta più vicina. La distribuzione verticale della biomassa è determinata dalla produttività intrinseca dell'area, dall'altezza potenziale della specie dominante e dalla presenza o assenza di specie tolleranti l'ombra. Le comunità ad alta produttività e in cui c'è almeno una specie di alberi tolleranti l'ombra hanno alti livelli di biomassa, a causa di alta densità del fogliame entro un'area verticale piuttosto larga.
Nonostante la questione sia focalizzata sulla biomassa, è difficile misurarla in pratica. Spesso gli ecologi misurano un suo surrogato, la copertura, definita come rapporto percentuale tra l'area al suolo che ha biomassa vegetale (in genere fogliame) e quella verticale. Se la distribuzione del fogliame è suddivisa in strati ben definiti a varia altezza, la copertura può essere stimata per ognuno degli starti, e il valore di copertura totale può superare 100; altrimenti i valori variano da 0 a 100. Questa misura è stata ideata come un'approssimazione grossolana ma utile dell'entità della biomassa.
In alcuni tipi di vegetazione anche la distribuzione della biomassa sotterranea ne può identificare tipi diversi. Una vegetazione prativa che forma zolle ha un sistema radicale più continuo e intrecciato, mentre un prato a ciuffi ne ha molto di meno, avendo più spazi aperti fra le singole piante (nonostante la spaziatura sotterranea sia spesso meno evidente, poiché i sistemi radicali in genere sono meno limitati dei fusti nella loro crescita orizzontale). Tuttavia, l'architettura sotterranea è talmente più laboriosa da misurare, che quasi sempre la struttura della vegetazione è descritta basandosi solo sulla parte aerea della comunità vegetale.

## I processi della vegetazione
Come tutti i sistemi biologici, le comunità delle piante mostrano un dinamismo temporale e spaziale, con cambiamenti da tutti i punti di vista, soprattutto nella composizione in specie e nella struttura.

### Dinamiche temporali

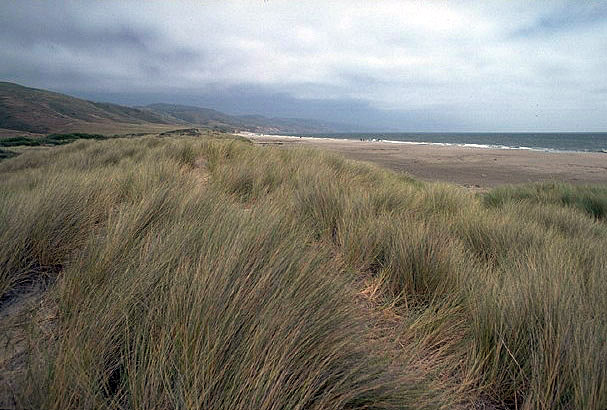
Vegetazione erbacea delle dune costiere sulla costa del Pacifico, USA

Da punto di vista temporale, molti processi o eventi possono causare un cambiamento; per semplicità possono essere distinti in improvvisi e graduali. I cambiamenti improvvisi sono detti disturbi; comprendono incendi, forti venti, frane, inondazioni, valanghe e simili. Le loro cause sono in genere esterne alla comunità; sono processi naturali per lo più indipendenti da quelli interni (come la germinazione, la crescita, la morte, ecc.). Questi eventi possono modificare la struttura e la composizione della vegetazione velocemente e per lunghi periodi di tempo e possono interessare ampie aree. Pochi ecosistemi sono esenti da qualche tipo di disturbo come parte regolare e ricorrente, nel lungo periodo, della loro dinamica. Gli incendi e l'azione del vento sono molto comuni in tutto il mondo. Gli incendi sono particolarmente efficaci per la loro capacità di uccidere le piante e di distruggere le spore e i semi che costituiscono la generazione successiva potenziale, nonché per l'impatto del fuoco sulla fauna e sulle caratteristiche del suolo.
I cambiamenti temporali a un ritmo più lento sono diffusi dappertutto; comprendono le successioni ecologiche. La successione è un cambiamento relativamente graduale nella struttura e nella composizione della vegetazione, che deriva dal mutamento di numerose caratteristiche ecologiche, come l'umidità, l'illuminazione e i nutrienti, causati dalla vegetazione stessa con il passare del tempo. Questi cambiamenti modificano l'elenco delle specie più adatte a vivere e riprodursi in un'area, comportando alterazioni della flora. Contribuiscono a modificazioni della struttura della vegetazione, inerenti alla crescita delle piante anche indipendentemente dal cambiamento floristico (soprattutto nei casi in cui le piante hanno un'elevata dimensione, come gli alberi), causando lenti e generalmente prevedibili cambiamenti nella vegetazione.
La successione può essere interrotta in qualsiasi momento da un disturbo, riportando il sistema ad uno stadio precedente o facendogli imboccare un percorso diverso. Per questo il sistema delle successioni può raggiungere o meno un qualche stato finale stabile. L'accurata previsione di un eventuale stato finale, anche se viene raggiunto, non è sempre possibile. In breve, le comunità vegetali sono soggette a numerose e imprevedibili variabili.

#### Situazione europea: il disturbo antropico
In Europa, in particolare nei paesi densamente popolati ed industrializzati, quello predominante è il disturbo antropico. Anche non considerando gli effetti dell'attività umana che interessano vasti territori (cambiamenti climatici, inquinamento chimico globale, piogge acide) ma solo quelli che agiscono localmente, il disturbo antropico è presente ovunque e risparmia solo zone estreme (aree di alta montagna, aree ad accentuato dinamismo geologico intrinseco, come alcune zone umide e parti di alcuni letti fluviali). Tutta la vegetazione della pianura, della collina e della bassa e media montagna risente, a diversa scala temporale e spaziale, del disturbo antropico pregresso o in atto; molti paesaggi ritenuti "naturali" e vivamente apprezzati (i pascoli montani, il paesaggio collinare tosco-emiliano, la landa carsica, molti boschi) sono completamente artificiali o in uno stadio di naturalizzazione spontanea più o meno avanzata. La vegetazione potenziale della pianura italiana (foresta temperata a querce) è praticamente scomparsa e sopravvive in minimi lembi o addirittura solo in alcuni toponimi.

### Dinamiche spaziali
Come regola generale, più ampia è l'area presa in considerazione, più all'interno di essa la vegetazione sarà eterogenea. Ciò è dovuto a due fattori principali che interagiscono tra loro. Primo, l'aumentare delle dimensioni di un'area rende meno probabile che i disturbi la interessino tutta contemporaneamente, per cui le singole porzioni di essa saranno in stadi di sviluppo diversi in base alla storia locale, soprattutto a seconda del tempo trascorso dall'ultimo evento disturbatore maggiore. Secondo, esiste una variabilità ambientale intrinseca, anch'essa dovuta all'ampiezza dell'area. La variabilità ambientale limita la lista delle specie che possono occupare una determinata zona, e la combinazione dei due fattori determina un mosaico di situazioni vegetazionali all'interno del paesaggio. Solo nelle aree coltivate la vegetazione si avvicina ad un'uniformità completa. Nei sistemi naturali esiste sempre eterogeneità, nonostante la sua scala e la sua intensità varino molto ampiamente. Un prato naturale può sembrare relativamente omogeneo se confrontato con la stessa superficie di una foresta parzialmente bruciata, ma possiede una diversità e un'eterogeneità notevolmente maggiore del campo di grano che gli sta accanto.

## Pattern e determinanti globali della vegetazione
Su scala regionale e globale alcune caratteristiche della vegetazione sono prevedibili, specialmente quelle fisionomiche, correlate alla prevedibilità di alcune caratteristiche ambientali. Gran parte delle variazioni in questi pattern globali è direttamente spiegabile dai pattern corrispondenti di temperatura e di precipitazioni (talora indicati come bilanci dell'energia e dell'umidità). Questi due fattori sono altamente interattivi fra loro nell'effetto sulla crescita delle piante, e la loro combinazione nel corso dell'anno è cruciale. Queste relazioni sono rappresentate graficamente nel diagrammi del clima che mostrano le medie mensili a lungo termine di una variabile in funzione della seconda, evidenziano il verificarsi precipitazioni quando sono utili, ossia nella stagione calda, e di conseguenza prospettano il tipo di vegetazione da attendere. Per esempio, due località possono avere le medie di precipitazioni e di temperatura annuale analoghe, ma se c'è una notevole differenza dell'entità delle precipitazioni nella stagione calda, la struttura, la crescita e lo sviluppo delle loro vegetazioni saranno molto diverse.

## Studio scientifico

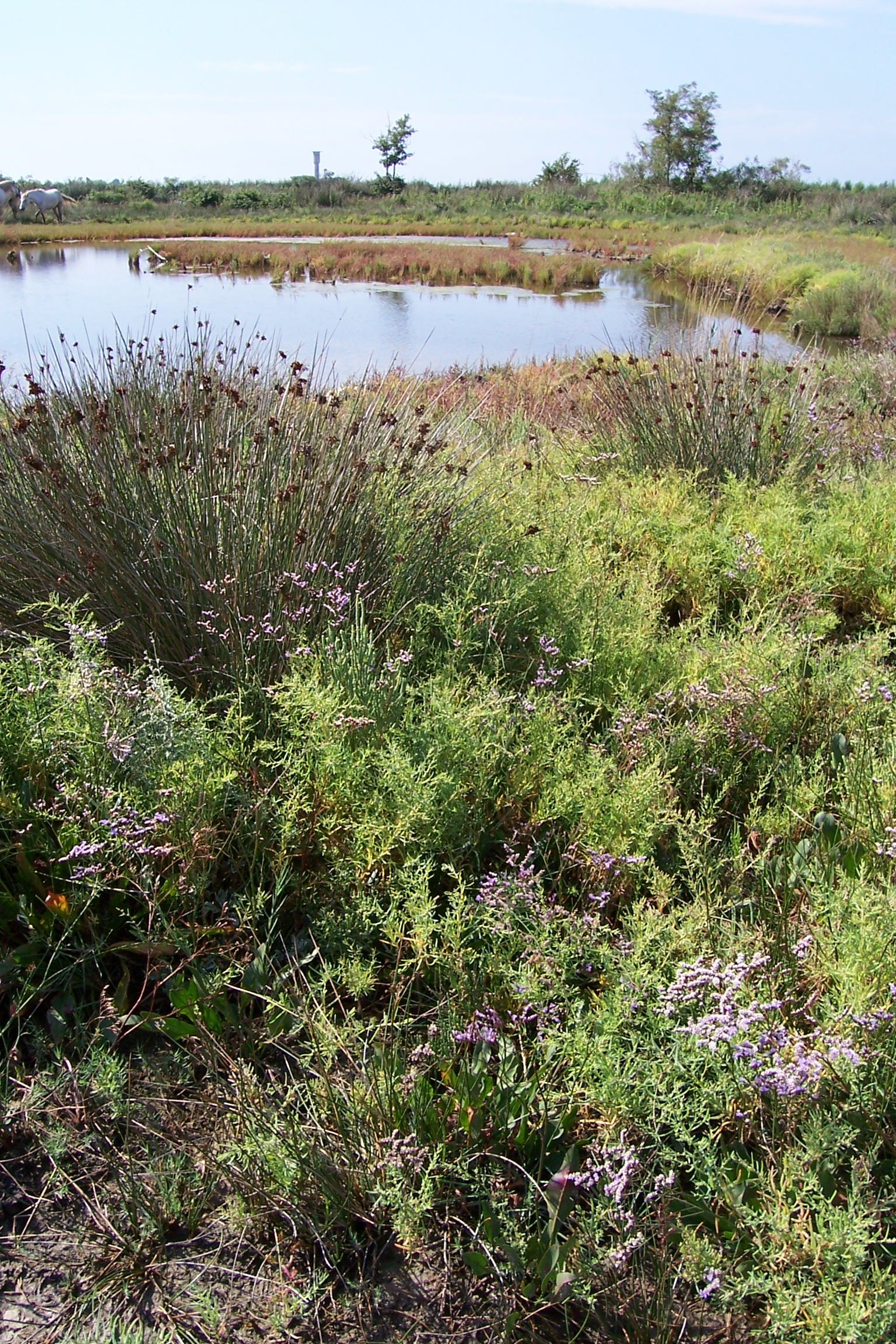
Vegetazione di area umida salmastra (Isola della Cona, Staranzano)

Gli scienziati della vegetazione studiano le cause dei pattern e dei processi osservati nella vegetazione a varie scale spaziali e temporali. Sono di particolare interesse il ruolo legato alle caratteristiche del clima, suolo, topografia, nonché la storia della vegetazione, comprese la sua composizione floristica e la sua struttura. Le questioni del genere spesso vanno studiate su larga scala e non possono diventare facilmente oggetto di sperimentazione. Quindi vengono praticati di regola gli studi osservazionali, supportati dalla conoscenza della botanica, paleobotanica, ecologia, pedologia, ecc.

### Storia

#### Prima del 1900
La scienza della vegetazione trae origine dall'opera dei botanici e dei naturalisti del XVIII secolo (in alcuni casi anche precedente). Molti studiosi parteciparono alle spedizioni dell'Era delle esplorazioni, e il loro lavoro era una combinazione di botanica e geografia che oggi prende il nome di biogeografia o fitogeografia. A quel tempo poco era noto sui pattern floristici o vegetazionali su scala mondiale, per cui gran parte degli studi era costituito dalla raccolta, classificazione e denominazione di campioni vegetali. Fino al XIX secolo non fu quasi svolto lavoro teorico. Il più produttivo dei primi naturalisti fu Alexander von Humboldt, che raccolse 60.000 campioni di piante durante un viaggio di cinque anni nel Centroamerica e nel Sudamerica (1799-1804). Fu uno dei primi a documentare la corrispondenza fra il clima e i pattern della vegetazione nel suo mastodontico lavoro durato tutta la vita, "Voyage to the Equinoctial Regions of the New Continent", che scrisse con Aimé Bonpland, il botanico che l'aveva accompagnato. Humboldt descrisse anche la vegetazione in termini fisionomici piuttosto che in modo meramente tassonomico. Il suo lavoro anticipava l'intensa attività scientifica sul rapporto fra ambiente e vegetazione che continua fino ai nostri giorni (Barbour et al, 1987)

#### Dopo il 1900
I primi studi della vegetazione come la conosciamo oggi cominciarono in Europa, Russia compresa, alla fine del XIX secolo, in particolare per merito di Jozef Paczoski, polacco, e di Leonid Ramensky, russo. Entrambi furono grandi anticipatori: misero le basi ed elaborarono quasi tutti gli argomenti collegati oggi a questo campo di ricerca, molto prima che avvenisse in America. Questi argomenti comprendono l'analisi delle associazioni vegetali, o fitosociologia, la successione, l'ecofisiologia vegetale e l'ecologia funzionale. A causa della lingua e di fattori politici gran parte del loro lavoro rimase sconosciuto al resto del mondo, specialmente quello anglofono, per buona parte del XX secolo.
Negli Stati Uniti Henry Cowles e Frederic Clements svilupparono l'idea delle successioni vegetali all'inizio del Novecento. Clements è famoso per la sua ipotesi, attualmente non condivisa, della comunità vegetale come "superorganismo". Ipotizzò che, come gli organi umani cooperano per far funzionare l'insieme del corpo e si sviluppano in modo coordinato man mano che l'individuo cresce, così anche le specie individuali in una comunità di piante si sviluppassero e cooperassero in modo strettamente coordinato e sinergico, portando la comunità vegetale verso uno stato finale definito e prevedibile. Nonostante Clements abbia svolto un grande lavoro sulla vegetazione del Nord America, il suo attaccamento alla teoria del superorganismo rovinò la sua reputazione, poiché numerosi scienziati dimostrarono la sua inconsistenza.
In opposizione a Clements, molti ecologisti dimostrarono la validità dell'ipotesi individualistica, che afferma che le comunità delle piante sono semplicemente la sommatoria di una serie di specie che reagiscono individualmente all'ambiente, coesistendo nel tempo e nello spazio. Ramensky formulò questa idea in Russia; nel 1926 Henry Gleason la sviluppò in un articolo negli Stati Uniti. Le idee di Gleason furono categoricamente respinte per molti anni, a causa della notevole influenza delle idee di Clements. Tuttavia, negli anni cinquanta e sessanta una serie di studi accurati di Robert Whittaker fornì una forte prova a favore delle argomentazioni di Gleason e contro quelle di Clements. Whittaker, considerato uno dei più brillanti e più produttivi fra gli ecologi vegetali americani, sviluppò e propose l'analisi dei gradienti, nella quale l'abbondanza delle singole specie è misurata in funzione di variabili ambientali quantificabili o dei loro surrogati ben correlati. Nello studio di tre ecosistemi montani molto diversi Whittaker dimostrò con chiarezza che le specie rispondono in modo prevalente all'ambiente, e non in maniera necessariamente correlata con altre specie coesistenti. Altri lavori, soprattutto in paleobotanica, portarono ulteriori elementi a questa teoria nelle larghe scale temporali e spaziali.

### Concetti, teorie e metodi più recenti
Fino agli anni sessanta gran parte della ricerca nel campo della vegetazione ha riguardato temi di ecologia funzionale. In una rete funzionale, la botanica tassonomica è relativamente meno importante; gli studi si concentrano sulla classificazione morfologica, anatomica e fisiologica delle specie, con l'obiettivo di predire come particolari gruppi risponderanno a vari fattori ambientali (cause). La base di questo approccio è l'osservazione che a causa di fenomeni di evoluzione convergente e, dall'altro lato, della divergenza adattativa spesso manca una forte correlazione fra la parentela filogenetica e l'adattamento all'ambiente, specialmente ai livelli più alti della tassonomia filogenetica e su larga scala spaziale. Le classificazioni funzionali cominciarono negli anni trenta con la suddivisione di Raunkiaer delle piante in base alla posizione del loro meristema apicale (germogli) dalla superficie del suolo (vedi forma biologica). Questo anticipava classificazioni successive come quella che suddivide le specie r e le specie K (applicata a tutti gli organismi, non solo alle piante) di Macarthur e Wilson (1967) e la strategia "C-S-R" proposta da Grime (1987), nel quale le specie sono inserite in uno di tre gruppi in base alla loro capacità di tollerare lo stress e alla predittività delle condizioni ambientali.
Le classificazioni funzionali sono cruciali nella costruzione di modelli sulle interazioni vegetazione/ambiente, che è diventata un argomento portante nell'ecologia vegetale nel corso degli ultimi trent'anni. Attualmente c'è una forte tendenza a studiare modelli dei cambiamenti locali, regionali e globali della vegetazione in risposta a cambiamenti climatici globali, in particolare della temperatura, delle precipitazioni e del carattere dei fattori di disturbo. È improbabile che le classificazioni funzionali analoghe agli esempi sopra citati, che tentano di classificare tutte le piante in un numero ristretto di gruppi, posano essere efficaci per l'ampia gamma di modelli che esistono o esisteranno in futuro. È generalmente riconosciuto che le classificazioni semplici, adatte ad ogni uso, dovranno essere rimpiazzate da classificazioni più dettagliate e specifiche per funzione, per rispondere alle necessità della modellistica corrente. Questo richiederà una comprensione molto più approfondita della fisiologia, dell'anatomia e della biologia dello sviluppo di quella attualmente disponibile, per un gran numero di specie, anche se verranno prese in considerazione solo le specie dominanti dei più importanti tipi di vegetazione.